# Guido Meregalli
Guido Meregalli, italijanski dirkač, * 1894, Italija, † 1959, Italija.
Guido Meregalli se je rodil leta 1894. Na dirkah za Veliko nagrado je prvič nastopil v sezoni 1920, ko je presenetljivo na dirki Targa Florio z dirkalnikom Nazzaro GP zmagal. Po dveh sezonah brez vidnejšega uspeha, je v sezoni 1922 zmagal na dirki za Veliko nagrado Garde, na kateri je z dirkalnikom Diatto 20S kraljeval kar tri leta zapored, tudi v letih 1923 in 1924. V sezoni 1926 je bil kot rezervni dirkač moštva Officine Alfieri Maserati prijavljen na dirki za Veliko nagrado Italije, toda na sami dirki ni dobil priložnosti nastopa, to pa je bila tudi njegova zadnja dirka. Umrl je leta 1959.